# Saison 2023 de l'équipe cycliste masculine Movistar
La saison 2023 de l'équipe cycliste Movistar est la quarante-quatrième de cette équipe.

## Coureurs et encadrement technique

### Effectif
| Coureur             | Date de Nais.     | Nationalité | Équipe en 2022        | Vict. | Cont.             | Maillot dist. |
| ------------------- | ----------------- | ----------- | --------------------- | ----- | ----------------- | ------------- |
| Alex Aranburu       | 19 septembre 1995 | Espagne     | Movistar              | 0     | 01/2022 - 12/2024 |               |
| Jorge Arcas         | 8 juillet 1992    | Espagne     | Movistar              | 0     | 01/2016 - 12/2025 |               |
| Will Barta          | 4 janvier 1996    | États-Unis  | Movistar              | 0     | 01/2022 - 12/2025 |               |
| Imanol Erviti       | 15 novembre 1983  | Espagne     | Movistar              | 0     | 01/2005 - 12/2023 |               |
| Iván García Cortina | 20 novembre 1995  | Espagne     | Movistar              | 0     | 01/2021 - 12/2026 |               |
| Fernando Gaviria    | 19 août 1994      | Colombie    | UAE Emirates          | 2     | 01/2023 - 12/2024 |               |
| Abner González      | 9 octobre 2000    | Porto Rico  | Movistar              | 0     | 01/2021 - 12/2023 |               |
| Ruben Guerreiro     | 6 juillet 1994    | Portugal    | EF Education-EasyPost | 2     | 01/2023 - 12/2025 |               |
| Juri Hollmann       | 30 août 1999      | Allemagne   | Movistar              | 0     | 01/2020 - 12/2023 |               |
| Gorka Izagirre      | 7 octobre 1987    | Espagne     | Movistar              | 0     | 01/2022 - 12/2023 |               |
| Johan Jacobs        | 1er mars 1997     | Suisse      | Movistar              | 0     | 01/2020 - 12/2024 |               |
| Matteo Jorgenson    | 1er juillet 1999  | États-Unis  | Movistar              | 2     | 01/2020 - 12/2023 |               |
| Max Kanter          | 22 octobre 1997   | Allemagne   | Movistar              | 0     | 01/2022 - 12/2023 |               |
| Oier Lazkano        | 7 novembre 1999   | Espagne     | Movistar              | 4     | 01/2022 - 12/2024 | - Route       |
| Enric Mas           | 7 janvier 1995    | Espagne     | Movistar              | 0     | 01/2020 - 12/2025 |               |
| Lluís Mas           | 15 octobre 1989   | Espagne     | Movistar              | 0     | 01/2019 - 12/2023 |               |
| Gregor Mühlberger   | 4 avril 1994      | Autriche    | Movistar              | 3     | 01/2021 - 12/2025 | - Route       |
| Mathias Norsgaard   | 5 mai 1997        | Danemark    | Movistar              | 1     | 01/2020 - 12/2026 |               |
| Nélson Oliveira     | 6 mars 1989       | Portugal    | Movistar              | 0     | 01/2016 - 12/2025 |               |
| Antonio Pedrero     | 23 octobre 1991   | Espagne     | Movistar              | 0     | 01/2016 - 12/2025 |               |
| Vinicius Rangel     | 26 mai 2001       | Brésil      | Movistar              | 0     | 01/2022 - 12/2024 |               |
| Óscar Rodríguez     | 6 mai 1995        | Espagne     | Movistar              | 0     | 01/2022 - 12/2023 |               |
| José Joaquín Rojas  | 8 juin 1985       | Espagne     | Movistar              | 0     | 01/2007 - 12/2023 |               |
| Iván Romeo          | 16 août 2003      | Espagne     | Hagens Berman Axeon   | 1     | 01/2023 - 12/2025 |               |
| Einer Rubio         | 22 février 1998   | Colombie    | Movistar              | 2     | 01/2020 - 12/2026 |               |
| Sergio Samitier     | 31 août 1995      | Espagne     | Movistar              | 0     | 01/2020 - 12/2024 |               |
| Gonzalo Serrano     | 17 août 1994      | Espagne     | Movistar              | 1     | 01/2021 - 12/2026 |               |
| Iván Sosa           | 31 octobre 1997   | Colombie    | Movistar              | 0     | 01/2022 - 12/2024 |               |
| Albert Torres       | 26 avril 1990     | Espagne     | Movistar              | 0     | 01/2020 - 12/2024 |               |
| Carlos Verona       | 4 novembre 1992   | Espagne     | Movistar              | 0     | 01/2019 - 12/2023 |               |

## Champions nationaux, continentaux et mondiaux
| Date         | Course                                       | Maillot | Coureurs          | Pays     | Lieu                       |
| ------------ | -------------------------------------------- | ------- | ----------------- | -------- | -------------------------- |
| 25 juin 2023 | Championnat d'Autriche de cyclisme sur route |         | Gregor Mühlberger | Autriche | Hollenstein an der Ybbs    |
| 25 juin 2023 | Championnat d'Espagne de cyclisme sur route  |         | Oier Lazkano      | Espagne  | San Lorenzo de El Escorial |

## Classement UCI par équipes
Le classement UCI par équipes se calcule en comptabilisant les points des 20 meilleurs coureurs de l'équipe. Ce classement est calculé avec les points acquis lors de l'année civile. Au terme d'une période de trois ans (2023-2025), les dix-huit meilleures équipes recevront une licence World Tour pour la prochaine période (2026-2028).
| Classement UCI (par équipes) au 17 octobre 2023. | Classement UCI (par équipes) au 17 octobre 2023. | Classement UCI (par équipes) au 17 octobre 2023. | Classement UCI (par équipes) au 17 octobre 2023. | Classement UCI (par équipes) au 17 octobre 2023. |
| #                                                | Pays                                             | Pts. 2023                                        | Diff.                                            |                                                  |
| ------------------------------------------------ | ------------------------------------------------ | ------------------------------------------------ | ------------------------------------------------ | ------------------------------------------------ |
| 1                                                | UAE Team Emirates                                | 30963,18                                         | -                                                |                                                  |
| 2                                                | Jumbo-Visma                                      | 29654,45                                         | 1303,73                                          |                                                  |
| 3                                                | Soudal Quick-Step                                | 18702,85                                         | 10951,60                                         |                                                  |
| 4                                                | Ineos Grenadiers                                 | 17760,93                                         | 941,92                                           |                                                  |
| 5                                                | Lidl-Trek                                        | 16054,45                                         | 1706,48                                          |                                                  |
| 6                                                | Bahrain Victorious                               | 15787,81                                         | 266,64                                           |                                                  |
| 7                                                | Groupama-FDJ                                     | 14834,51                                         | 953,30                                           |                                                  |
| 8                                                | Alpecin-Deceuninck                               | 14519,25                                         | 315,26                                           |                                                  |
| 9                                                | Lotto Dstny                                      | 14112,83                                         | 406,42                                           |                                                  |
| 10                                               | Bora-Hansgrohe                                   | 13325,13                                         | 787,45                                           |                                                  |
| 11                                               | EF Education-EasyPost                            | 11818,69                                         | 1506,44                                          |                                                  |
| 12                                               | Movistar                                         | 10989,53                                         | 829,16                                           |                                                  |
| 13                                               | Team Jayco AlUla                                 | 10737,65                                         | 251,88                                           |                                                  |
| 14                                               | Intermarché-Circus-Wanty                         | 10492,28                                         | 245,37                                           |                                                  |
| 15                                               | Cofidis                                          | 10437,41                                         | 54,87                                            |                                                  |
| 16                                               | Israel-Premier Tech                              | 10022,00                                         | 415,41                                           |                                                  |
| 17                                               | DSM-Firmenich                                    | 9102,20                                          | 919,80                                           |                                                  |
| 18                                               | AG2R Citroën                                     | 9096,00                                          | 6,20                                             |                                                  |
| 19                                               | Team Arkéa-Samsic                                | 7229,00                                          | 1867,00                                          |                                                  |
| 20                                               | Astana Qazaqstan                                 | 7044,44                                          | 184,56                                           |                                                  |
| 21                                               | Uno-X Pro                                        | 6569,00                                          | 478,44                                           |                                                  |
| 22                                               | TotalEnergies                                    | 5765,00                                          | 804,00                                           |                                                  |

| Liste des vingt coureurs marquant des points pour le classement UCI par équipes 2023. | Liste des vingt coureurs marquant des points pour le classement UCI par équipes 2023. | Liste des vingt coureurs marquant des points pour le classement UCI par équipes 2023. |
| #                                                                                     | Coureur                                                                               | Points                                                                                |
| ------------------------------------------------------------------------------------- | ------------------------------------------------------------------------------------- | ------------------------------------------------------------------------------------- |
| 1                                                                                     | Matteo Jorgenson                                                                      | 1665,00                                                                               |
| 2                                                                                     | Alex Aranburu                                                                         | 1548,00                                                                               |
| 3                                                                                     | Enric Mas                                                                             | 1450,25                                                                               |
| 4                                                                                     | Einer Rubio                                                                           | 1124,39                                                                               |
| 5                                                                                     | Oier Lazkano                                                                          | 745,39                                                                                |
| 6                                                                                     | Iván García Cortina                                                                   | 741,39                                                                                |
| 7                                                                                     | Fernando Gaviria                                                                      | 617,00                                                                                |
| 8                                                                                     | Ruben Guerreiro                                                                       | 480,25                                                                                |
| 9                                                                                     | Gonzalo Serrano                                                                       | 365,00                                                                                |
| 10                                                                                    | Nélson Oliveira                                                                       | 325,25                                                                                |
| 11                                                                                    | Gorka Izagirre                                                                        | 282,00                                                                                |
| 12                                                                                    | Gregor Mühlberger                                                                     | 276,00                                                                                |
| 13                                                                                    | Will Barta                                                                            | 245,14                                                                                |
| 14                                                                                    | Max Kanter                                                                            | 229,00                                                                                |
| 15                                                                                    | Iván Sosa                                                                             | 212,00                                                                                |
| 16                                                                                    | Iván Romeo                                                                            | 193,33                                                                                |
| 17                                                                                    | Carlos Verona                                                                         | 188,14                                                                                |
| 18                                                                                    | Mathias Norsgaard                                                                     | 117,00                                                                                |
| 19                                                                                    | José Joaquín Rojas                                                                    | 112,00                                                                                |
| 20                                                                                    | Antonio Pedrero                                                                       | 73,00                                                                                 |
| TOTAL                                                                                 | TOTAL                                                                                 | 10989,53                                                                              |

## Classement UCI individuel en fin de saison
| 35  | Matteo Jorgenson    | 1665,00 |
| 43  | Alex Aranburu       | 1548,00 |
| 50  | Enric Mas           | 1450,25 |
| 74  | Einer Rubio         | 1124,39 |
| 119 | Oier Lazkano        | 745,39  |
| 120 | Iván García Cortina | 741,39  |
| 152 | Fernando Gaviria    | 617,00  |
| 187 | Ruben Guerreiro     | 480,25  |
| 255 | Gonzalo Serrano     | 365,00  |
| 285 | Nélson Oliveira     | 325,25  |

| 320 | Gorka Izagirre     | 282,00 |
| 324 | Gregor Mühlberger  | 276,00 |
| 354 | Will Barta         | 245,14 |
| 378 | Max Kanter         | 229,00 |
| 404 | Iván Sosa          | 212,00 |
| 445 | Iván Romeo         | 193,33 |
| 456 | Carlos Verona      | 188,14 |
| 634 | Mathias Norsgaard  | 117,00 |
| 653 | José Joaquín Rojas | 112,00 |
| 890 | Antonio Pedrero    | 73,00  |

| 1391 | Vinicius Rangel | 33,00 |
| 1416 | Lluís Mas       | 32,14 |
| 1425 | Johan Jacobs    | 31,67 |
| 1590 | Óscar Rodríguez | 25,00 |
| 1668 | Jorge Arcas     | 24,39 |
| 1681 | Juri Hollmann   | 23,00 |
| 2095 | Abner González  | 11,00 |
| 2304 | Sergio Samitier | 8,00  |
| 3055 | Albert Torres   | 2,00  |
| -    | Imanol Erviti   | 0,00  |